# Joseph City (Arizona)
Joseph City es un lugar designado por el censo ubicado en el condado de Navajo en el estado estadounidense de Arizona. En el Censo de 2010 tenía una población de 1386 habitantes y una densidad poblacional de 72,18 personas por km².

## Geografía
Joseph City se encuentra ubicado en las coordenadas 34°57′49″N 110°19′45″O / 34.96361, -110.32917. Según la Oficina del Censo de los Estados Unidos, Joseph City tiene una superficie total de 19.2 km², de la cual 19.17 km² corresponden a tierra firme y (0.19%) 0.04 km² es agua.

## Demografía
Según el censo de 2010, había 1.386 personas residiendo en Joseph City. La densidad de población era de 72,18 hab./km². De los 1.386 habitantes, Joseph City estaba compuesto por el 84.63% blancos, el 0.36% eran afroamericanos, el 10.25% eran amerindios, el 0.14% eran asiáticos, el 0% eran isleños del Pacífico, el 2.31% eran de otras razas y el 2.31% pertenecían a dos o más razas. Del total de la población el 9.09% eran hispanos o latinos de cualquier raza.